# GP Sven Nys 2002
De 3e editie van de cyclocross GP Sven Nys op de Balenberg in Baal werd gehouden op 1 januari 2003. De wedstrijd maakte deel uit van de GvA Trofee veldrijden 2001-2002. Mario De Clercq won de wedstrijd voor titelverdediger Sven Nys. 

## Mannen elite

### Uitslag
| Plaats | Naam                | Ploeg             | Tijd     |
| ------ | ------------------- | ----------------- | -------- |
| 1      | Mario De Clercq     | Palmans-Collstrop | onbekend |
| 2      | Sven Nys            | Rabobank          | onbekend |
| 3      | Ben Berden          | Vlaanderen 2002   | onbekend |
| 4      | Richard Groenendaal | Rabobank          | onbekend |
| 5      | Peter Van Santvliet | Spaarselect       | onbekend |
| 6      | Erwin Vervecken     | Spaarselect       | onbekend |
| 7      | Sven Vanthourenhout | Domo-Farm Frites  | onbekend |
| 8      | Gerben de Knegt     | Rabobank GS3      | onbekend |
| 9      | Wim de Vos          | Spaarselect       | onbekend |
| 10     | Tom Vannoppen       | Palmans-Collstrop | onbekend |